# Campodeidae
Famille
Les Campodeidae sont une famille de diploures, elle comporte plus de 450 espèces réparties en 50 genres.
Les diploures (Diplura), sont de petits invertébrés terrestres, arthropodes pancrustacés, hexapodes, longtemps considérés comme des insectes.

## Liste des sous-familles et des genres
- Campodeinae Meinert, 1865
  - Afrocampa Silvestri, 1933
    - Afrocampa (Afrocampa) Silvestri, 1933
    - Afrocampa (Dyseocampa) Paclt, 1957

  - Allocampa Silvestri, 1931
  - Anisocampa Silvestri, 1932
    - Anisocampa (Anisocampa) Silvestri, 1932 synonyme Mexicampa Wygodzinsky, 1944
    - Anisocampa (Xenocampa) Condé, 1955

  - Apistocampa Condé, 1994
  - Camachancampa Paclt, 1957
  - Campodea Westwood, 1842
    - Campodea (Campodea) Westwood, 1842
    - Campodea (Dicampa) Silvestri, 1932 synonyme Neocampa Condé, 1956
    - Campodea (Hypercampa) Silvestri, 1933
    - Campodea (Indocampa) Silvestri, 1933
    - Campodea (Monocampa) Silvestri, 1932
    - Campodea (Muratovocampa) Allen & Rosenberg, 2005
    - Campodea (Paurocampa) Silvestri, 1932

  - Campodella Silvestri, 1913
  - Clivocampa Allen, 1994
  - Cocytocampa Paclt, 1957 nouveau nom de Microcampa Silvestri, 1954 préoccupé par Kawada, 1930
  - Edriocampa Silvestri, 1932
  - Eumesocampa Silvestri, 1933
    - Eumesocampa (Eumesocampa) Silvestri, 1933
    - Eumesocampa (Mimocampa) Paclt, 1957
    - Eumesocampa (Nesocampa) Condé, 1953

  - Eutrichocampa Silvestri, 1902
    - Eutrichocampa (Catacampa) Paclt, 1957
    - Eutrichocampa (Chaocampa) Paclt, 1957
    - Eutrichocampa (Eutrichocampa) Silvestri, 1902
    - Eutrichocampa (Idiocampa) Paclt, 1957
    - Eutrichocampa (Mixocampa) Paclt, 1957

  - Haplocampa Silvestri, 1912
  - Helladocampa Condé, 1984
  - Juxtlacampa Wygodzinsky, 1944 synonyme Jeannelicampa Condé, 1952
  - Leletocampa Condé, 1982
  - Leniwytsmania Paclt, 1957
    - Leniwytsmania (Acrocampa) Paclt, 1957
    - Leniwytsmania (Leniwytsmania) Paclt, 1957

  - Libanocampa Condé, 1955
  - Litocampa Silvestri, 1933
    - Litocampa (Litocampa) Silvestri, 1933
    - Litocampa (Tychocampa) Paclt, 1957

  - Metriocampa Silvestri, 1911
    - Metriocampa (Austrocampa) Womersely, 1937
    - Metriocampa (Metriocampa) Silvestri, 1911
    - Metriocampa (Natalocampa) Condé, 1951
    - Metriocampa (Tricampa) Silvestri, 1933
    - Metriocampa (Tricampodella) Paclt, 1957

  - Metriocampa Silvestri, 1912
    - Metriocampa (Adinocampa) Paclt, 1957
    - Metriocampa (Holocampa) Paclt, 1957
    - Metriocampa (Metriocampa) Silvestri, 1912

  - Notocampa Silvestri, 1933
  - Ombrocampa Paclt, 1957
  - Oncinocampa Condé, 1982
  - Oreocampa Condé, 1950
  - Orientocampa Allen, 2002
  - Pacificampa Chevrizov, 1978
  - Papucampa Condé, 1982
  - Parallocampa Silvestri, 1933
    - Parallocampa (Meiocampa) Silvestri, 1933 synonymes Pleocampa Paclt, 1957 & Remycampa Condé, 1952
    - Parallocampa (Parallocampa) Silvestri, 1933

  - Plutocampa Chevrizov, 1978
  - Podocampa Silvestri, 1932
  - Pseudlibanocampa Xie & Yang, 1991
  - Simlacampa Condé, 1957
  - Spaniocampa Silvestri, 1933
  - Tachycampa Silvestri, 1936
  - Torocampa Neuherz, 1984
  - †Onychocampodea Pierce, 1951
- Hemicampinae Condé, 1956
  - Hemicampa Silvestri, 1912
  - Tritocampa Silvestri, 1933
- Lepidocampinae Condé, 1956 synonyme Syncampinae Paclt, 1957
  - Lepidocampa Oudemans, in Weber 1890 synonyme Heterocampodea Hilton, 1938
    - Lepidocampa (Lepidocampa) Oudemans, in Weber 1890
    - Lepidocampa (Paracampa) Condé, 1953

  - Sinocampa Chou & Chen, 1981
  - Syncampa Silvestri, 1931
- Plusiocampinae Paclt, 1957
  - Anisuracampa Xie & Yang, 1991
  - Cestocampa Condé, 1956
  - Condeicampa Ferguson, 1996
  - Hystrichocampa Condé, 1948
  - Molaricampa Allen, 2005
  - Plusiocampa Silvestri, 1913
    - Plusiocampa (Didymocampa) Paclt, 1957
    - Plusiocampa (Plusiocampa) Silvestri, 1913
    - Plusiocampa (Stygiocampa) Silvestri, 1933 synonyme Paratachycampa Wygodzinsky, 1944
    - Plusiocampa (Venetocampa) Bareth & Condé, 1985

  - Silvestricampa Condé, 1950
  - Troglocampa Denis, 1929
  - Vandelicampa Condé, 1955

## Espèces du genre Campodea
(Liste incomplète)
- Campodea fragilis Meinert
- Campodea redii  Meinert

## Référence
- Meinert, 1865 : Campodeae: en familie af Thysanurernes orden. Naturhistorisk Tidsskrift. Kjøbenhavn, vol. 3, n. 3, p. 400–440.